# یواس‌اس میگنونت (۱۸۶۱)
یواس‌اس میگنونت (۱۸۶۱) (به انگلیسی: USS Mignonette (1861)) یک کشتی بود که طول آن not known بود.